# Цілинна ділянка (біля с.Мордвиновка)
Цілинна ділянка — ботанічний заказник місцевого значення. Об'єкт розташований на території Мелітопольського району Запорізької області, біля села Молочне.
Площа — 10 га, статус отриманий у 1980 році.
Статус надано з метою збереження місць зростання лікарських рослин. Охороняється цілинна ділянка з лучно-степовою рослинністю, де зростає ромашка лікарська.